# Чикинцонот
Чикинцонот (исп. Chikindzonot) — посёлок в Мексике, штат Юкатан, входит в состав одноимённого муниципалитета и является его административным центром. Численность населения, по данным переписи 2010 года, составила 2699 человек.

## Общие сведения
Название Chikindzonot с майянского языка можно перевести как западный сенот.
Поселение было основано в доиспанский период, а первое упоминание относится к XVI веку, когда поселение стало энкомьендой. В 1821 году посёлок вошёл в состав муниципалитета Вальядолид. В середине XIX века многие жители посёлка участвовали в войне каст, что привело к уничтожению поселения. Восстановление посёлка началось в начале XX века, а 21 февраля 1957 года был образован одноимённый муниципалитет.